# イゴール・トゥドール
イゴール・トゥドール（Igor Tudor、1978年4月16日 - ）は、クロアチア・スプリト出身の元同国代表の元サッカー選手、サッカー指導者。現ユヴェントスFC監督。現役時代のポジションはディフェンダー、ミッドフィールダー。

## 経歴

### 現役時代
クロアチア代表では1998年のワールドカップで3試合に出場、3位入賞を果たした。2006年のワールドカップでも3試合に出場、通算55試合3得点。
193cmという恵まれた体躯で空中戦に強く、そのヘディングはコーナーキックの時も大きな威力を発揮し、ユヴェントスFCに所属していた2000-2001シーズンは6得点を記録。また、2001年にはクロアチア最優秀選手に選出されている。
2005年1月にACシエナにレンタル移籍。チームに欠かせない存在となっていたが、1シーズン半の在籍を経て、2006年からユヴェントスFCに復帰。2007年6月に地元ハイドゥク・スプリトへ復帰した。しかしながら、慢性的な怪我の状態から完全な回復をすることが難しく、ハイドゥクでも出場機会が限られた。これにより、2008年7月に30歳での現役引退を表明した。

### 指導者時代
2009年からはハイドゥクに引き続き残り、アシスタントコーチを務めていた。2013年4月、ミセ・クリスティチェヴィッチ監督の辞任に伴い、監督に昇格した。
2015年6月18日、PAOK FCの監督に就任した。
2016年6月18日、カルデミル・カラビュックスポルの監督に就任した。
2017年2月15日、ガラタサライSKの監督に就任した。2017-18シーズンはリーグ戦16試合で10勝2分け4敗の戦績を残し、首位のイスタンブール・バシャクシェヒルFKに1ポイント差の2位に導いていたが、ベシクタシュJK戦 (0-3)、さらに格下のイェニ・マラティヤスポル戦 (1-2)の連敗を受け、同年12月18日に解任された。
2018年4月24日、ウディネーゼ・カルチョの監督に就任し、4試合の指揮で2勝1分け1敗という好成績を残し、チームを残留に導き、シーズン終了後に退任。
2019年3月20日、成績不振で解任されたダヴィデ・ニコーラ監督の後任としてウディネーゼの監督に復帰した。
2019年12月23日、年明け1月より再びハイデュク・スプリトの監督に就任することが発表された。
2020年8月23日、ハイデュク・スプリトの監督を退任し、新監督アンドレア・ピルロ率いるユヴェントスFCのアシスタントコーチに就任した。
2021年9月14日、エウゼビオ・ディ・フランチェスコの後任としてエラス・ヴェローナFCの監督に就任した。
2022年7月4日、オリンピック・マルセイユの監督に就任。リーグ3位の好成績を残すも1シーズンのみで退任した。
2024年3月、SSラツィオの監督に途中就任。 前監督のマウリツィオ・サッリの下ではなかなか出場機会に恵まれなかった鎌田大地を積極的に起用するなど、セリエAのボトムハーフに沈みかけていたクラブを立て直し、結果的には7位まで順位を上げた。同年6月に監督を退任した。
2025年3月、成績不振により解任されたティアゴ・モッタの後任として、古巣ユヴェントスFCの監督に就任。チームを立て直し、一時は危ぶまれていたUEFAチャンピオンズリーグの出場権を獲得し、その功績が評価され、2027年6月30日までの契約を勝ち取った。また、2028年6月30日までの延長オプションも付随している。

## 代表歴

### 出場大会
- クロアチア代表
  - 1998 FIFAワールドカップ
  - 2006 FIFAワールドカップ

### 試合数
- 国際Aマッチ 55試合 3得点（1997年-2006年）[13]

| クロアチア代表 | 国際Aマッチ | 国際Aマッチ |
| 年             | 出場        | 得点        |
| -------------- | ----------- | ----------- |
| 1997           | 1           | 0           |
| 1998           | 10          | 0           |
| 1999           | 3           | 0           |
| 2000           | 3           | 0           |
| 2001           | 8           | 0           |
| 2002           | 1           | 0           |
| 2003           | 7           | 0           |
| 2004           | 8           | 1           |
| 2005           | 7           | 2           |
| 2006           | 7           | 0           |
| 通算           | 55          | 3           |

## 監督成績
2022年5月28日現在
| クラブ               | 国             | 就任          | 退任           | 記録 | 記録 | 記録 | 記録 | 記録 | 記録 | 記録 | 記録   |
| クラブ               | 国             | 就任          | 退任           | 試   | 勝   | 分   | 敗   | 得   | 失   | 差   | 勝率   |
| -------------------- | -------------- | ------------- | -------------- | ---- | ---- | ---- | ---- | ---- | ---- | ---- | ------ |
| ハイドゥク・スプリト | クロアチアの旗 | 2013年4月29日 | 2015年2月4日   | 78   | 35   | 21   | 22   | 132  | 105  | +27  | 044.87 |
| PAOK                 | ギリシャの旗   | 2015年6月18日 | 2016年3月9日   | 45   | 17   | 17   | 11   | 68   | 45   | +23  | 037.78 |
| カラビュックスポル   | トルコの旗     | 2016年6月18日 | 2017年2月15日  | 21   | 8    | 3    | 10   | 27   | 33   | −6   | 038.10 |
| ガラタサライSK       | トルコの旗     | 2017年2月15日 | 2017年12月18日 | 34   | 19   | 4    | 11   | 67   | 47   | +20  | 055.88 |
| ウディネーゼ         | イタリアの旗   | 2018年4月24日 | 2018年6月7日   | 4    | 2    | 1    | 1    | 5    | 7    | −2   | 050.00 |
| ウディネーゼ         | イタリアの旗   | 2019年3月20日 | 2019年11月1日  | 22   | 9    | 4    | 9    | 23   | 31   | −8   | 040.91 |
| ハイドゥク・スプリト | クロアチアの旗 | 2020年1月2日  | 2020年8月21日  | 18   | 9    | 1    | 8    | 32   | 24   | +8   | 050.00 |
| エラス・ヴェローナ   | イタリアの旗   | 2021年9月14日 | 2022年5月28日  | 36   | 14   | 11   | 11   | 65   | 56   | +9   | 038.89 |
| マルセイユ           | フランスの旗   | 2022年7月4日  | 2023年6月1日   | 51   | 30   | 8    | 13   | 82   | 51   | +31  | 058.82 |
| ラツィオ             | イタリアの旗   | 2024年3月18日 | 2024年6月6日   |      |      |      |      | —    |      |      |        |
| 合計                 | 合計           | 合計          | 合計           | 309  | 143  | 70   | 96   | 501  | 399  | +102 | 046.28 |

## タイトル

### 選手時代
ユヴェントスFC
- セリエA：2回（2001-02、2002-03）
- スーペルコッパ・イタリアーナ：2回（2002、2003）
- セリエB：2回（2006-07）
- UEFAインタートトカップ：1回（1999）

個人
- クロアチア年間最優秀選手賞：1回（2001）

### 指導者時代
HNKハイドゥク・スプリト
- フルヴァツキ・ノゴメトニ・クプ：1回（2012-13）